# Mani Ratnam
  Mani Ratnam    (Madurai, 2 de juny de 1955) és un director, escriptor i productor de cinema indi. L'elecció dels seus temes, sovint arrelats en la realitat social o política, i la qualitat de les seves realitzacions aliada amb el respecte dels codis del cinema popular, li han valgut el reconeixement del públic, dels crítics i dels més grans actors.
De les seves obres es poden destacar, entre d'altres, Mouna Raagam (1986), Nayagan (1987), Anjali (1990), Thalapathi (1991), Iruvar (1997), Alaipayuthey (2000), Kannathil Muthamittal (2002), Yuva (2004), Guru (2007), i la seva "trilogia sobre el terrorisme" que inclou Roja (1992), Bombay (1995) i Dil Se (1998).
La seva manera de filmar ha revolucionat la indústria cinematogràfica tàmil i ha influït significativament en la resta del cinema indi.